# Sucha Kopa

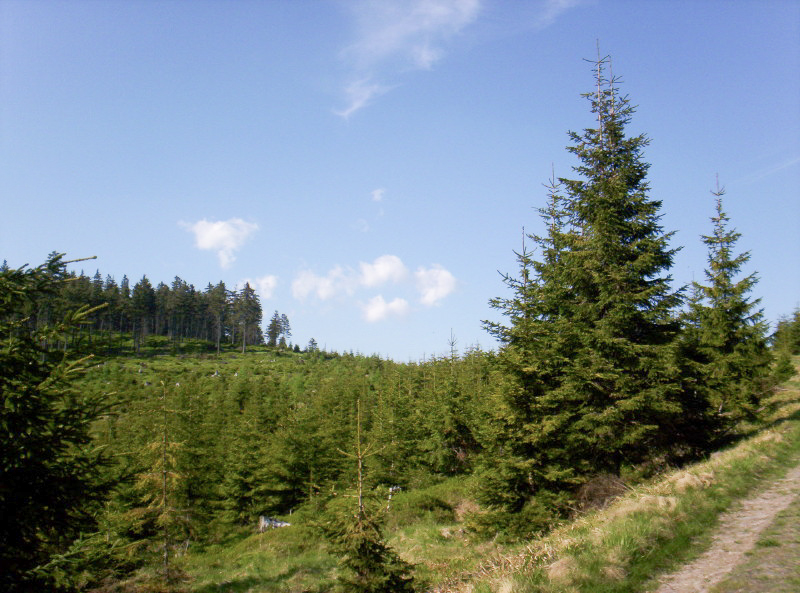
Widok na Polanę Owczarską z Drogi Marianny

Sucha Kopa (dawniej również Dzialec) – szczyt w południowo-zachodniej części Gór Bialskich o wysokości 1055 m n.p.m. w Sudetach Wschodnich.
Według (Regionalizacji fizycznogeograficznej Polski) J. Kondrackiego znajduje się w obrębie Gór Złotych (332.61).

## Położenie i opis
Jest kulminacją rozległej wierzchowiny wznoszącej się stromo nad Drogą Marianny, przebiegającej po południowo-wschodnim zboczu góry, która oddziela od wschodu masyw Suchej Kopy od Jawornickiej Kopy (1052 m n.p.m.) i Średniaka (995 m n.p.m.). Północno-zachodnie ramię Suchej Kopy zakończone jest Suszycą (1047 m n.p.m.).
Na południowym zachodzie Sucha Kopa przechodzi w Pustosza (941 m n.p.m.) i następnie Piekielnicę (787 m n.p.m.), która wznosi się nad Drogą Morawską. Północnym zboczem Suchej Kopy przebiega Sucha Droga.
Na zachodzie Sucha Kopa opada stromo do położonego w dolinie Morawki Bolesławowa, a na wschodzie poprzez Polanę Owczarską obniża się w kierunku płd.-wsch. do Przełęczy Suchej (1002 m n.p.m.), a w kierunku płn.-wsch. do przełęczy Wielkie Rozdroże (964 m n.p.m.), przez które to przełęcze przechodzi niebieski szlak z Kamienicy do Starego Gierałtowa. Jest porośnięta kompleksem lasów świerkowych i świerkowo-bukowych regla dolnego. Na szczycie góry występują niewielkie polany, takie jak Przednia Płoń na południowym zboczu, Polana Owczarska czy Jawornicka Łąka między Suchą Kopą i Suszycą. Obszar Suchej Kopy jest jednym z najmniej uczęszczanych w Górach Bialskich.

## Budowa geologiczna
Sucha Kopa zbudowana jest z łupków metamorficznych i gnejsów należących do metamorfiku Lądka i Śnieżnika. Na południowo-wschodnim zboczu nad Drogą Marianny na wysokości ok. 870 m n.p.m. znajduje się Szary Głaz, będący grupą łupkowych skałek w formie grzędy.

## Szlaki turystyczne
Przez masyw Suchej Kopy przechodzą szlaki turystyczne:
- – szlak turystyczny niebieski, międzynarodowy szlak turystyczny Atlantyk – Morze Czarne E3 z Nowej Morawy do Starego Gierałtowa, prowadzący Drogą Marianny[1],
- – szlak rowerowy niebieski ze Schroniska PTTK "Na Śnieżniku" do Przełęczy Gierałtowskiej, prowadzący Drogą Marianny.